# Baeoura sternofurca
Baeoura sternofurca is een tweevleugelige uit de familie steltmuggen (Limoniidae). De soort komt voor in het Oriëntaals gebied.